# Municipalité de Topia
Topia est une des 39 municipalités de l'État de Durango au nord-ouest du Mexique. Son chef-lieu est la ville de Topia. Sa superficie est de  1 617,8 km2.
En 2010, la municipalité a une population de 8 581 habitants, contre 7 984 en 2005.
En 2010, la ville de Topia a une population de 2 051 habitants. La municipalité de Topia a 318 localités, aucune n'a plus de 1 000 habitants excepté la ville de Topia.